# Мадаева, Матильда Николаевна
Мати́льда Никола́евна Мада́ева (настоящее имя Матрёна Ти́хоновна, в замужестве — Голи́цына; 1842, Москва — 1889, подмосковное имение Петровское) — артистка балета, солистка санкт-петербургского Императорского Мариинского театра, известная преимущественно как исполнительница характерных партий, русских танцев в первую очередь. Супруга князя Михаила Голицына.

## Биография
Матильда Мадаева была дочерью крепостного. Родившись в Москве, она училась в Санкт-Петербурге, в Императорском театральном училище, после окончания которого в 1861 году была принята в балетную труппу Мариинского театра. Выступала на сцене в течение 17 лет, вплоть до 1878 года. Обладала красивым, сильно выраженным подъёмом стопы. 

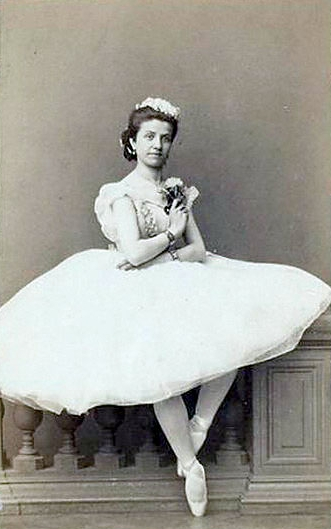
Матильда Мадаева, 1865

Отличалась как исполнительница характерных танцев, в первую очередь, русской пляски, в которой умеючи передавала её широту и мягкость. В определённом смысле была преемницей Марфы Муравьёвой, известной своими сценическими образами, воссоздававшими русский женский характер и наделёнными достоверными народно-поэтическими чёрточками:79.
Была первой исполнительницей партии реки Невы в балете Мариуса Петипа «Дочь фараона» (1862). Этот русский танец, исполнявшийся в костюме боярышни, начинавшийся плавным ходом и заканчивавшийся трепаком, с «широким взмахом рук и низким в пояс поклоном» в финале, артистке, согласно свидетельству Сергея Худекова, приходилось повторять по требованию публики по три-четыре раза.
Также Мадаева была первой исполнительницей русской пляски I акта в балете Артура Сен-Леона «Конёк-горбунок» (1864, партнёр и соавтор танца — Лев Иванов). Позднее, когда к Мадаевой перешла главная партия в этом балете, балетмейстер по её просьбе добавил в спектакль «Славянскую фантазию», что дало балерине возможность полнее выразить национальную особенность образа Царь-девицы. Эта партия, которой балерина сообщила «живые черты русской национальной характерности», стала наиболее крупной артистической удачей исполнительницы. По воспоминаниям балерины Екатерины Вазем «в последнем действии балета, когда Царь-девицу и Иванушку-дурачка выносят на щитах под торжественный марш, зрители устраивали ей громкие «встречи», рукоплеща в такт музыки.
Датский балетмейстер Август Бурнонвиль, посетивший Санкт-Петербург в 1874 году по приглашению Мариуса Петипа, также особо отметил русские танцы, исполненные «с несравнимой прелестью изящной Мадаевой».
По обычаю того времени танцовщица выходила на сцену не только в балетах, но и в операх, в том числе, в премьерном представлении оперы Чайковского «Кузнец Вакула» (1876). По словам Германа Лароша, «участие в последнем действии наших балетных звёзд (г-жи Радина, Мадаева, Амосова, гг. Гердт, Иванов, Пишо и Кшесинский) придало сцене, изображавшей придворный праздник, блеск праздника искусства».
Когда дело касалось танцев этой балерины, критики отбрасывали привычный набор комплиментов: «Улыбнётся, — так рублём подарит!» — писали они. Даже в конце её карьеры критики отзывались о Мадаевой как о танцовщице «вечно грациозной и до крайности симпатичной».
Матильда Мадаева попрощалась со сценой в 1878 году. На прощальном бенефисе балерины, с началом её русской пляски, артист Николай Гольц, также находившийся на сцене, «не умышленно, а от избытка чувств» — как он потом объяснил начальству, — крикнул ей: «Не робей, матушка!».

### Личная жизнь
Матильда Мадаева вышла замуж за князя Михаила Михайловича Голицына (1840—1918), представителя одного из знатнейших российских родов. Этот брак, считавшийся мезальянсом (супруги происходили из разных сословий), всполошил петербургское общество. Так как по законам того времени офицеры императорской армии не могли состоять в официальном браке с выходцами из низших сословий, князь предпочёл уйти в отставку, сделав выбор в пользу семьи. Тем не менее, позднее он дослужился до чина генерал-адъютанта Свиты Его Императорского Величества.
В 1866 году у супругов родилась дочь Надежда, пережившая отца на два года. Сама балерина умерла почти на три десятилетия раньше своего аристократического супруга, который был расстрелян в 1918 году во время Красного террора. Была похоронена в Москве, в Донском монастыре, рядом с другими Голицыными (это вторичный источник, а первичный — воспоминания К.Н. Голицына).

## Репертуар
- «Нимфы и сатир»
- 18 января 1862 — Нева*, «Дочь фараона» Цезаря Пуни, балетмейстер Мариус Петипа
- не ранее 1863 — «Ливанская красавица, или Горный дух» Цезаря Пуни, балетмейстер Мариус Петипа
- не ранее 1864 — «Фиаметта, или Торжество любви» Людвига Минкуса, балетмейстер Артур Сен-Леон
- 3 декабря 1864 — русская пляска*, «Конёк-Горбунок» Цезаря Пуни, балетмейстер Артур Сен-Леон (партнёр и соавтор танца — Лев Иванов).
- ? — Царь-девица, «Конёк-Горбунок» Цезаря Пуни, балетмейстер Артур Сен-Леон
- 1876 — праздничный дивертисмент *, опера П. И. Чайковского «Кузнец Вакула» (другие исполнители — Любовь Радина, Мария Амосова, Павел Гердт, Лев Иванов, Александр Пишо, Феликс Кшесинский)
- 23 января 1877 — Джампе*, «Баядерка» Людвига Минкуса, балетмейстер Мариус Петипа

(*) — первая исполнительница партии